# Souvenirs d'un montagnard
Souvenirs d'un montagnard est un récit autobiographique et un récit de voyage de Henry Russell paru en 1878. Ce livre, qui compte plusieurs éditions, est considéré comme l'œuvre majeure de ce pyrénéiste de renom.

## Le livre

### Contexte
Henry Russell découvre la montagne à l'âge de six ans lorsque ses parents, en villégiature à Cauterets dans les Hautes-Pyrénées, le conduisent en excursion jusqu'au pont d'Espagne puis au lac de Gaube. Dès son enfance, il accomplit avec sa mère, une grande marcheuse, de nombreuses randonnées en montagne à travers la chaîne des Pyrénées.
C'est pendant l'été 1858, avant son départ pour l'Asie et l'Océanie, que Russell accomplit ses premiers exploits en montagne, effectuant notamment la première ascension du pic d'Ardiden. À partir de 1861, il se consacre entièrement à l'exploration de la chaîne, prenant ses quartiers d'été à l'hôtel des Voyageurs de Gavarnie tandis qu'il loge à Pau le reste de l'année. Inlassablement, il parcourt les plus hauts sommets de la chaîne et devient l'une des grandes figures du pyrénéisme.
En 1866, il publie Les Grandes ascensions des Pyrénées d'une mer à l'autre, paru conjointement chez Hachette et Privat, et qui constitue un guide à l'usage des montagnards éprouvés. Vendu à très peu d'exemplaires, cet ouvrage apporte au lecteur des informations pratiques comme la durée des ascensions, les différents itinéraires possibles et l'évaluation des difficultés, et rejoint les premiers grands livres de la littérature pyrénéiste, aux côtés de ceux de Vincent de Chausenque (Les Pyrénées, ou Voyages pédestres dans toutes les régions de ces montagnes depuis l'Océan jusqu'à la Méditerranée) et de Charles Packe (Guide to the Pyrenees). Dans les années qui suivent, il écrit deux guides touristiques à l'usage de la communauté britannique, Pau and the Pyrenees et Biarritz and Basque Countries, parus en 1871 et 1873.

### Première édition
En 1878, Henry Russell publie la première édition des Souvenirs d'un montagnard. Ce livre, présenté par son auteur comme une autobiographie, se compose de deux parties distinctes, la première étant consacrée à des réflexions pratiques, générales et philosophiques sur les plaisirs et les dangers de la montagne, la seconde retraçant ses différentes courses en montagne par ordre chronologique. Imprimé à compte d'auteur à Pau chez Vignancour, l'ouvrage est interdit à la vente, Russell se réservant le droit de l'offrir à ses amis. L'auteur étant peu satisfait de cette première édition, il décide d'en détruire les derniers exemplaires. Une légende entretenue notamment par Henri Beraldi et Georges Sabatier veut qu'il les ait jetés dans le gave de Pau depuis le pont de Jurançon, ce qui vaut à cette édition d'être dite « du Gave », mais Russell les détruit en réalité par le feu, dans la cheminée de son appartement.

### Éditions suivantes
En 1888, Russell fait paraître une nouvelle édition des Souvenirs d'un montagnard qu'il qualifie de première, cherchant ainsi à effacer celle de 1878. La relation de ses ascensions y est alors présentée selon un plan géographique, d'Ouest en Est, tout en séparant les sommets français des sommets espagnols.
À la fin de sa vie, Henry Russell entreprend une nouvelle version de l'ouvrage qu'il conçoit comme un livre-testament. Il y ajoute une troisième partie, intitulée « Varia », dans laquelle il rassemble une foule d'articles écrits par ses soins les années précédentes et qui abordent des thèmes aussi variés que la météorologie, des réflexions philosophiques ou la présentation de lieux chers à son cœur. L'ouvrage intègre de nombreux passages de Pyrénaïca, publié entre-temps, en 1902. 

## Éditions
- Souvenirs d'un montagnard, Pau, Imprimerie Vignancour, 1878 (lire en ligne)  — Édition dite « du Gave ».
- Souvenirs d'un montagnard, Pau, Imprimerie Vignancour, 1888.
- Souvenirs d'un montagnard, deuxième édition revue et corrigée, Pau, Imprimerie Vignancour, 1908.
- Souvenirs d'un montagnard, 2 vol., Toulouse, Privat, Paris, Henri Didier, 1930.  — Texte de l'édition de 1908, publiée avec l'autorisation des comtes Frank et Maurice Russell.